# Maxillaria candida
Maxillaria candida är en orkidéart som beskrevs av Conrad Loddiges och John Lindley. Maxillaria candida ingår i släktet Maxillaria och familjen orkidéer. Inga underarter finns listade i Catalogue of Life.